# 北熊本スマートインターチェンジ
北熊本スマートインターチェンジ（きたくまもとスマートインターチェンジ）は、熊本県熊本市北区改寄町（あらきまち）塚ノ本の九州自動車道に本線直結型で設置されているスマートインターチェンジである。

## 概要
本線直結型スマートインターチェンジであるが、ランプウェイは隣接する北熊本SAと共用である。構造上の理由により、上り線（植木IC方面）入口利用時および下り線（熊本IC方面）出口利用時には北熊本SAを利用することが出来ない。
当初2015年（平成27年）度末を目標に設置を計画してきたが、地権者との用地買収交渉が難航していることが原因で、2018年（平成30年）度末までに供用開始を3年間延期すると熊本市は発表、2019年3月24日に供用開始された。

## 歴史
- 2019年（平成31年）3月24日 : 供用開始[5]。

## 接続する道路

### 直接接続
- 上り線
熊本市道 鶴羽田町改寄町第1号線[2]
- 下り線
熊本市道 植木町広住線[2]

### 間接接続
- 熊本県道30号大津植木線[1]

## 隣
E3 九州自動車道
(14)植木IC - (14-1)北熊本スマートIC - 北熊本SA - (15)熊本IC